# 韓国独立党
韓国独立党（かんこくどくりつとう、한국독립당）は1930年1月25日に中国上海で結成された大韓民国の保守反共主義政党で、大韓民国臨時政府の与党で、韓国独立党は大韓民国第1共和国期間の反共主義野党であった。韓国独立党は大韓の独立の為に日本と対立する戦う団体として趙素昻、洪震、趙時元が中心になって創立した。1949年、党を構成する主要勢力が、自由党、光化党、新民党、民主国民党などに吸収された、しかし韓国第1共和国期間中群小政党に維持された。その後、民主共和党政府の捏造事件である韓国独立党内乱陰謀事件により1970年1月25日にソウルで解散した。

## 初期の韓国独立党
1930年1月、趙素昻らに従って臨時政府傘下の政党を結党した。1935年5月、解党を宣言した後の7月に新韓独立党や義烈団、朝鮮革命党、大韓独立党と共に朝鮮民族革命党を合併した。だが民族革命党が社会主義系列の金元鳳と義烈団系に従うと主導的な立場の趙素昻らは7月15日に民族革命党を脱党し韓国独立党を再建した。一方民族革命党に参加する反対派の金九は、1935年11月に韓国民族党を結党し、池青天はやはり1937年に民族革命党を脱党し朝鮮革命党を結党した。韓国独立党は疑心暗鬼の両党と合同を論議し、1937年8月1日に右翼系列の独立運動団体の連合体韓国光復運動団体連合会を結成した。1939年には韓国独立党を含む韓国光復運動団体連合会傘下の団体と左翼系列の独立運動団体の連合体朝鮮民族前線連盟傘下の団体間の統合論議が進行して、左右を合わせる独立運動団体の連合体全国連合陣線協会が結成された。

## 民族陣営の統合
以後日中戦争最中の1940年5月に重慶市に移動した後の右翼3党韓国国民党、韓国独立党、朝鮮革命党間の統合を成し遂げて金九を中心に大韓国独立党に改編しながら臨時政府の与党になった。1941年に金元鳳の朝鮮民族革命党が臨時政府に参加してからは左翼系列とも協力した。
またハワイ州にも韓国独立党支部を設置し韓国独立党ハワイ支部として活動した。韓国独立党ハワイ支部に李承晩、徐載弼らが入党し、1945年10月に李承晩が脱党し、1948年1月に林炳稷らが脱党する際にも活発に活動していた。

## 独立後
韓国民主党と共に二大保守政党として1946年4月18日に国民党などを吸収統合した。しかし1947年6月初め金奎植及び呂運亨と歩調を合わせた韓独党内の安在鴻、パク・ヨンヒ、チョ・ホンシク、リ・ウイシク、李承福、チャン・チピル、オム・ウリョンら国民党の九人は、金九らの反託路線に反旗を翻して米ソ共同委員会の成功の為に韓独党を脱党した。李らは「わが民族の総意で自主独立を勝ち取るためには機動性のある聡明果敢な発展的闘争を要する」と米ソ共同委員会に支持をすることが必要だと主張した。1947年6月米ソ共同委員会の出席に賛成する革新派と民主派は、韓独党を離脱して新韓国民党と民主独立党を結成した。
5.10総選挙当時金九中心の韓国独立党が単独政府樹立に反対して参加せず、大韓民国制憲議会では5.10総選挙を推進する李承晩系列と湖南地方の地主らが中心になって韓国民主党が大多数の議席を獲得した。1949年申翼煕らが脱党して民主国民党に行き、趙素昻が脱党して社会党を結党し李始榮、李範奭らは、李承晩陣営に行き、瓦解した。
金九の死後、チョ・ワングが韓独党の党委員長に推載され、韓独党は金九と共に崩壊の道を歩んでしまった。李承晩政権の露骨な弾圧と問題から民心の支持がないことは問題であった。
1962年10月韓国独立党を監視していた金弘壹を中心に一大派閥に従って救国一念の野党を宣言しながら再建し、1962年の第6代総選挙でただの一人も当選者がいなくて、1965年の補欠選挙で金斗漢が当選し院内議席を持つ政党になった。1967年、1967年大韓民国大統領選挙に銭鎮漢を候補に指名したものの落選し、第7代総選挙でも全員落選した。1969年、金学奎に従って再び再建され、自由党などの保守政党に吸収されることのなかった再建派は、1970年1月25日に1971年大韓民国大統領選挙の1年前に野党統合に動き新民党、民主共和党などに吸収された。

## 歴代大統領選挙結果
| 代数 | 候補者 | 得票率 | 得票数   | 結果 | 備考 |
| ---- | ------ | ------ | -------- | ---- | ---- |
| 初代 | 金九   | 6.63％ | 13票     | 2位  | 落選 |
| 6代  | 銭鎮漢 | 2.13％ | 232179票 | 5位  | 落選 |

## 歴代総選挙結果
| 実施年度 | 選挙        | 国会定員 | 当選者の状況 （地域区当選／候補） | 得票   | 得票率 |
| -------- | ----------- | -------- | --------------------------------- | ------ | ------ |
| 1948年   | 第1代総選挙 | 200      | 0/1                               | 10007  | 0.15％ |
| 1950年   | 第2代総選挙 | 210      | 0                                 | 17745  | 0.3％  |
| 1960年   | 第5代総選挙 | 233      | 0                                 | 26649  | 0.3％  |
| 1963年   | 第6代総選挙 | 175      | 0                                 | 128162 | 1.4％  |
| 1967年   | 第7代総選挙 | 175      | 0                                 | 240936 | 2.2％  |